# Marie-José Auderset
Marie-José Auderset (8 juni 1957) is een Zwitserse journaliste en schrijfster.

## Biografie
Marie-José Auderset is afkomstig van Cressier (kanton Fribourg). Ze volgde een opleiding tot onderwijzeres, maar werd later journaliste. Ze is lid van Pro Litteris en schreef diverse kinderboeken en essays, waarvan ze er enkele samen schreef met Jean-Blaise Held.
Ze woont in Vucherens.

## Onderscheidingen
- Ereprijs van de International Board on Books for Young People (1996)